# Blohm & Voss P 194
Blohm & Voss BV 194 – niemiecki projekt bombowca taktycznego z 1944 roku, o mieszanym napędzie tłokowo-odrzutowym, nie zbudowany. 

## Historia
Napęd P.194 składał się z dwóch silników: odrzutowego i tłokowego. Próbowano uniknąć błędów z konstrukcji Me 262 by samolot był bardziej odporny na atak myśliwców wroga. Podobne konstrukcje (samolot o silnikach mieszanych) konstruowali Amerykanie: Ryan FR Fireball i Curtiss XF15C.